# Wilhelm Uhlig (Geistlicher)
Wilhelm Uhlig (* 6. Mai 1885 in Budapest; † 1. März 1945 im KZ Dachau) war ein deutsch-österreichischer römisch-katholischer Geistlicher und Märtyrer.

## Leben
Wilhelm Uhlig wurde am 29. Juli 1908 in Prag zum Priester geweiht. Er war Kaplan im deutschsprachigen Westteil der Erzdiözese Prag, so 1914 in Schönficht. Ab 1927 war er Pfarrer in Luditz, später in Dreihacken westlich von Marienbad. Ab 1940 wurden seine gegen die Nationalsozialisten gerichteten Predigten von der Gestapo überwacht. Nach zwei Verwarnungen, Unterrichtsverbot und einer Strafe von 1000 Reichsmark wurde er am 13. September 1943 verhaftet und über Karlsbad in das KZ Dachau gebracht. Dort gehörte er im Dezember 1944 zu den Unterzeichnern des Gratulationsdokumentes zur Priesterweihe von Karl Leisner. Pfarrer Uhlig starb am 1. März 1945 im Alter von 59 Jahren.

## Gedenken
Die Römisch-katholische Kirche in Deutschland hat Wilhelm Uhlig als Märtyrer aus der Zeit des Nationalsozialismus in das deutsche Martyrologium des 20. Jahrhunderts aufgenommen.